# Yield to maturity
Yield to maturity (vaak afgekort tot YTM) is een methode voor de berekening van het rendement op een obligatie.
Hierbij wordt, uitgaande van de huidige koers van de obligaties, de coupons en de aflossing contant gemaakt tegen een zodanig rendement dat de som van die contante waarden gelijk is aan de hoofdsom van de obligatie maal de huidige koers. Voor de verdiscontering van alle cashflows wordt dezelfde rentevoet aangehouden.

## Herbelegging coupons?
Volgens oudere schrijvers (o.a. Reilly en Brown, hieronder genoemd, en Fabozzi) wordt bij de berekening van de yield to maturity uitgegaan van de veronderstelling dat de coupons kunnen en zullen worden herbelegd tegen dezelfde yield to maturity die "zojuist" is berekend. Omdat dit slechts in een toevallige situatie (waar de marktrente voor die obligatie niet is veranderd, ondanks de kortere resterende looptijd) het geval zou zijn, spreken deze schrijvers van "yield illusion". Bij een normale vorm van de yield curve zou over die herbelegde coupons een (steeds) lager rendement ontvangen worden.

## Modernere opvatting: geen herbelegging
Een en ander is echter niet in de formule te zien: die doet, over wat er met ontvangen coupons gebeurt, geen uitspraak. Het wordt aan de belegger overgelaten te beslissen wat hij met die ontvangen coupons doet: niet herbeleggen (en desgewenst besteden), of herbeleggen in wellicht iets geheel anders. (Zie Forbes et al., hieronder genoemd.)
Bij deze –op zich juistere– zienswijze dient dan te worden aangetekend dat de term "yield to maturity" dan niet volledig juist is, aangezien er tussentijds cashflows ontvangen worden waarover een beslissing omtrent al dan niet herbelegging genomen moet worden.
Met de hierboven genoemde kanttekeningen, is YTM een goede methode om verschillende obligaties op hun relatieve merites te beoordelen. Hierbij wordt opgemerkt dat YTM slechts een van de factoren is die daarbij een rol speelt.